# Ford Focus (prva generacija)

Ford Focus se imenuje majhen družinski avtomobil, ki ga proizvaja podjetje Ford Motor Company (kratko Ford).

## Začetek
Ime Focus je bilo predstavljeno evropski javnosti oktobra leta 1999, leta 2000 pa še v Severni Ameriki. 

Vozilo, ki je bilo v vseh vidikih boljšo od njegovega predhodnika Escord-a. Povpraševanje je bilo v začetku slabo, razlog tega je bil v prepričanju ljudstva, da je Focus le, prenovljen model Escord, saj je prav ta imel, kar nekaj napakah. Ni minilo veliko časa, ko so začele založniške hiše in časopisne hiše podajat svoja mnenja v obliki člankov in različnih testov.

Kritika teh mnenj, je bila seveda minimalna in prav to, je povzročilo velika zanimanja in veliko uspešnost v Evropi. 

Kljub temu, da je bil model »Focus« izdelek evropskega hčerinskega podjetja Ford, je bila uspešnost v ZDA tudi precejšnja.

## Oblika
V primerjavi s konkurenčnimi avtomobili enakega razreda, se je Ford Focus najbolj razlikoval v njegovi moderni obliki, ki so jo pri Fordu imenovani New-Edge-Design. Predstavljena in uporabljena je bila prvič pri Fordovem modelu [[Ka] leta 1996.

Nato pa še uporabljena pri vozilih Ford Puma in Ford Cougar.
Poleg moderne oblike, je bilo še veliko tehničnih podrobnosti s katerimi je premagoval konkurenčne avtomobile enakega cenovnega razreda, kot je na primer dovršeno zasnovana zadnja os, ki je bila v tistem času edinstvena.

Ford Focus je imel serijsko vgrajene 4 zračne blazine, ABS zavorni sistem, centralno zaklepanje avtomobila, ter prednji električni pomik stekel.

## Varnost
Ford Focus je prejel 4 od 5 zvezdic za varnost potnikov in 2 od 4 zvezdic za varnost pešcev pri testiranju EuroNCAP 
(69% uspešno čelno trčenje, 83% trčenje s strani, 28% za varnost pešcev).

## Različice
Vozilo je bilo na voljo v treh različicah :
3-vratna in 5-vratna(Na voljo od leta 2000 naprej) kombi-limuzina.

V začetku leta 1999 so različici kombi-limuzina, dodali še 4-vratno limuzino, ki je bil naslednik modela Ford Orion, ter 5-vratni karavan. 

## Primerjava s predhodnikomFord Escord
V primerjavi je z Escord-om, je bil Focus za 7,6 cm višji in za 11,4 cm daljši v medosni razdalji, kot tudi v skupnem merilu. 

## Paletamotorjev
| Model    | Prostornina | Valji/Ventili | Zmogljivost                   | Navor                   | Obdobje izdelave | Dodatno         |
| Bencin   | Bencin      | Bencin        | Bencin                        | Bencin                  | Bencin           | Bencin          |
| -------- | ----------- | ------------- | ----------------------------- | ----------------------- | ---------------- | --------------- |
| 1.4      | 1338 cm3    | R4/16         | 55 kW (75 KM) / 5000 obr/min  | 123 Nm pri 3500 obr/min | 1998-2004        |                 |
| 1.6      | 1596 cm3    | R4/16         | 74 kW (101 KM) / 6000 obr/min | 145 Nm pri 4000 obr/min | 1998-2004        |                 |
| 1.8      | 1796 cm3    | R4/16         | 85 kW (115 KM) / 5500 obr/min | 160 Nm pri 4400 obr/min | 1998-2004        |                 |
| 2.0      | 1988 cm3    | R4/16         | 96 kW (130 KM) / 5500 obr/min | 178 Nm pri 4500 obr/min | 1998-2004        |                 |
| 2.0      | 1988 cm3    | R4/16         | 127 kW (173 KM)/ 7000 obr/min | 196 Nm pri 5500 obr/min | 2002-2004        | ST 170          |
| 2.0      | 1988 cm3    | R4/16         | 158 kW (215 KM)/ 5500 obr/min | 310 Nm pri 3500 obr/min | 2002-2003        | Turbo, model RS |
| Dizel    |             |               |                               |                         |                  |                 |
| 1.8 TDDi | 1753 cm3    | R4/8          | 55 kW (75 KM) / 4000 obr/min  | 175 Nm pri 1800 obr/min | 1999-2004        |                 |
| 1.8 TDDi | 1753 cm3    | R4/8          | 66 kW (90 KM) / 4000 obr/min  | 200 Nm pri 2000 obr/min | 1999-2004        |                 |
| 1.8 TDDi | 1753 cm3    | R4/8          | 74 kW (101 KM)/ 3850 obr/min  | 240 Nm pri 1750 obr/min | 2002-2004        |                 |
| 1.8 TDDi | 1753 cm3    | R4/8          | 85 kW (115 KM)/ 3800 obr/min  | 250 Nm pri 1850 obr/min | 2001-2004        |                 |

## Priznanja
Ford Focus ima preko 50 nacionalnih in internacionalnih priznanj, med njimi so »Zlat Volan 1998« , »Avtomobil leta 1999«  v Evropi in  »Avtomobil leta 2000« v ZDA. Postal je tudi prvi model v zgodovini avtomobilizma, ki je prejel to prestižno priznanje v Evropi, kot tudi v ZDA.

Fordova tovarna v Saarlouis-u je 26. Februarja leta 2004 dokončala 3 milijon-ti primerek Ford Focus-a.

## Tovarne
Glavna tovarna Ford Focus-a se nahaja v nemškem mestu Saarlouis. 
Od leta 1998 tudi v drugih državah kot so :
- Valencija – Španija
- Wayne – ZDA
- Hermosillo – Mehika
- General Pacheco – Argentina
- V letu 2002 pa so ga začeli izdelovati tudi v Vsevolozhsk – Rusija.